# Hrnjevac
Hrnjevac je naselje u Republici Hrvatskoj u Požeško-slavonskoj županiji, u sastavu grada Kutjeva.

## Zemljopis
Hrnjevac je smješten 7 km zapadno od Kutjeva, na vinorodnim obroncima Krndije, susjedna sela su Venje na istoku i Lukač na zapadu.

## Stanovništvo
Prema popisu stanovništva iz 2011. godine Hrnjevac je imao 174 stanovnika.
| broj stanovnika | 69    | 74    | 85    | 85    | 170   | 235   | 261   | 222   | 238   | 278   | 242   | 206   | 208   | 207   | 188   | 174   | 165   |
|                 | 1857. | 1869. | 1880. | 1890. | 1900. | 1910. | 1921. | 1931. | 1948. | 1953. | 1961. | 1971. | 1981. | 1991. | 2001. | 2011. | 2021. |